# ハラペーニョ (雑誌)
『ハラペーニョ』は実業之日本社が発行していた月刊雑誌である。1995年7月号-1996年9月号まで全14号を刊行。

## 概要
食べ物をメインとした雑誌で、主にスナック菓子、インスタント食品などのコンビニで販売されている商品やファーストフードなどといったいわゆるB級グルメを扱っていた。
創刊当初は当時TBSラジオで放送された深夜番組「ミッドナイト☆パーティー」をはじめ、ABCラジオ「ABCミュージックパラダイス」やTOKYO FMなどでコラボレーション（連動企画）を行っており、中でも「ミッドナイト☆パーティー」ではその模様が雑誌で紹介されていた（創刊号では同番組のPR広告も1ページにわたって行っていた）。しかし同番組が1995年10月初旬に終了すると、他番組もコラボレーション企画を次々と打ち切った。その後もタイトルロゴを変えるなりして存続したものの、翌年1996年に僅か1年で廃刊（当時は休刊）となった。